# Kazimierz
Kazimierz (en latín: Casimiria, en yiddish Kuzmir) es un barrio histórico de la ciudad de Cracovia, en Polonia, conocido por haber sido el centro de la comunidad hebrea de la ciudad desde el siglo XIV hasta el final de la Segunda Guerra Mundial.

## Historia

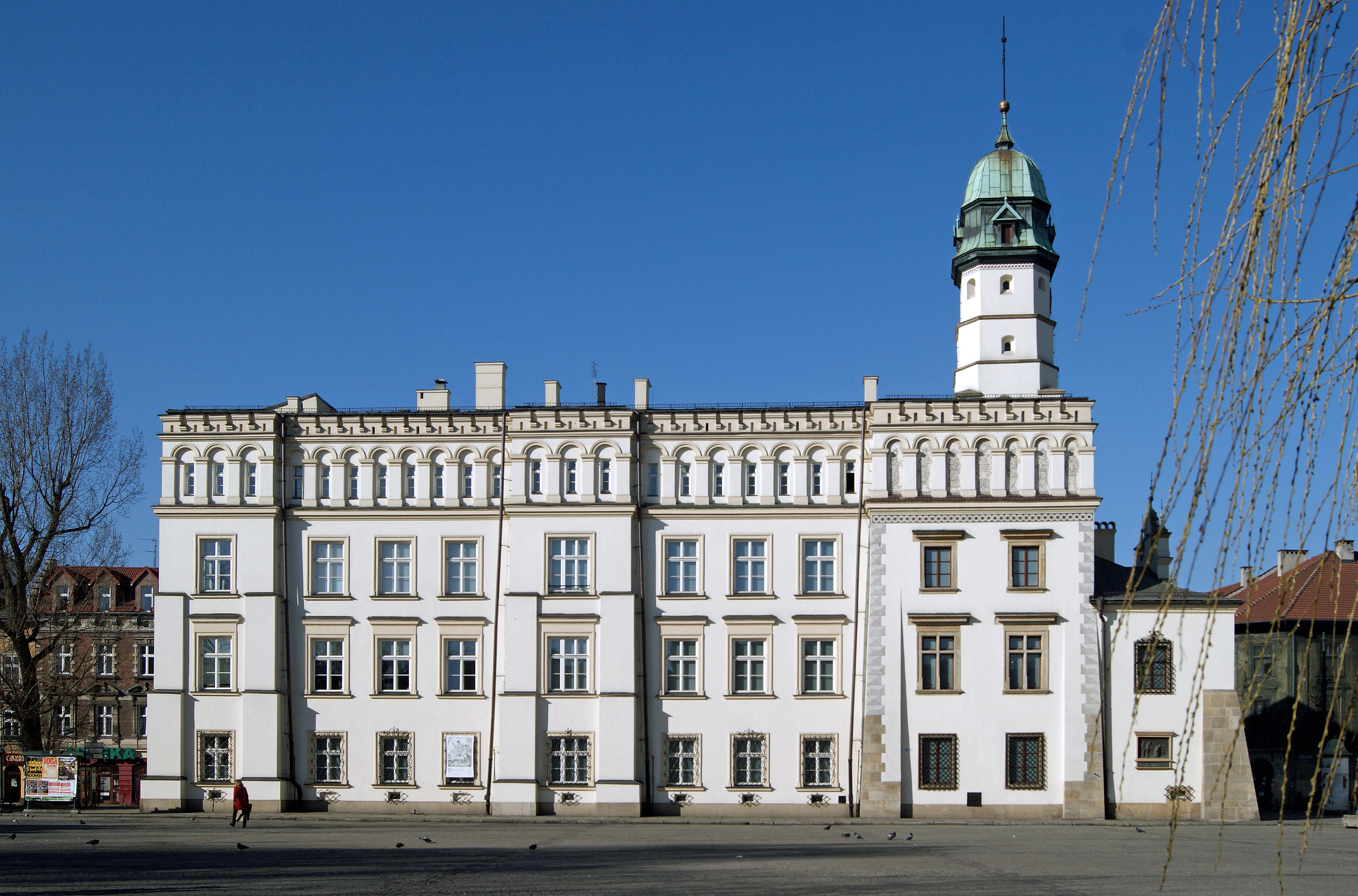
Ayuntamiento de Kazimierz,.

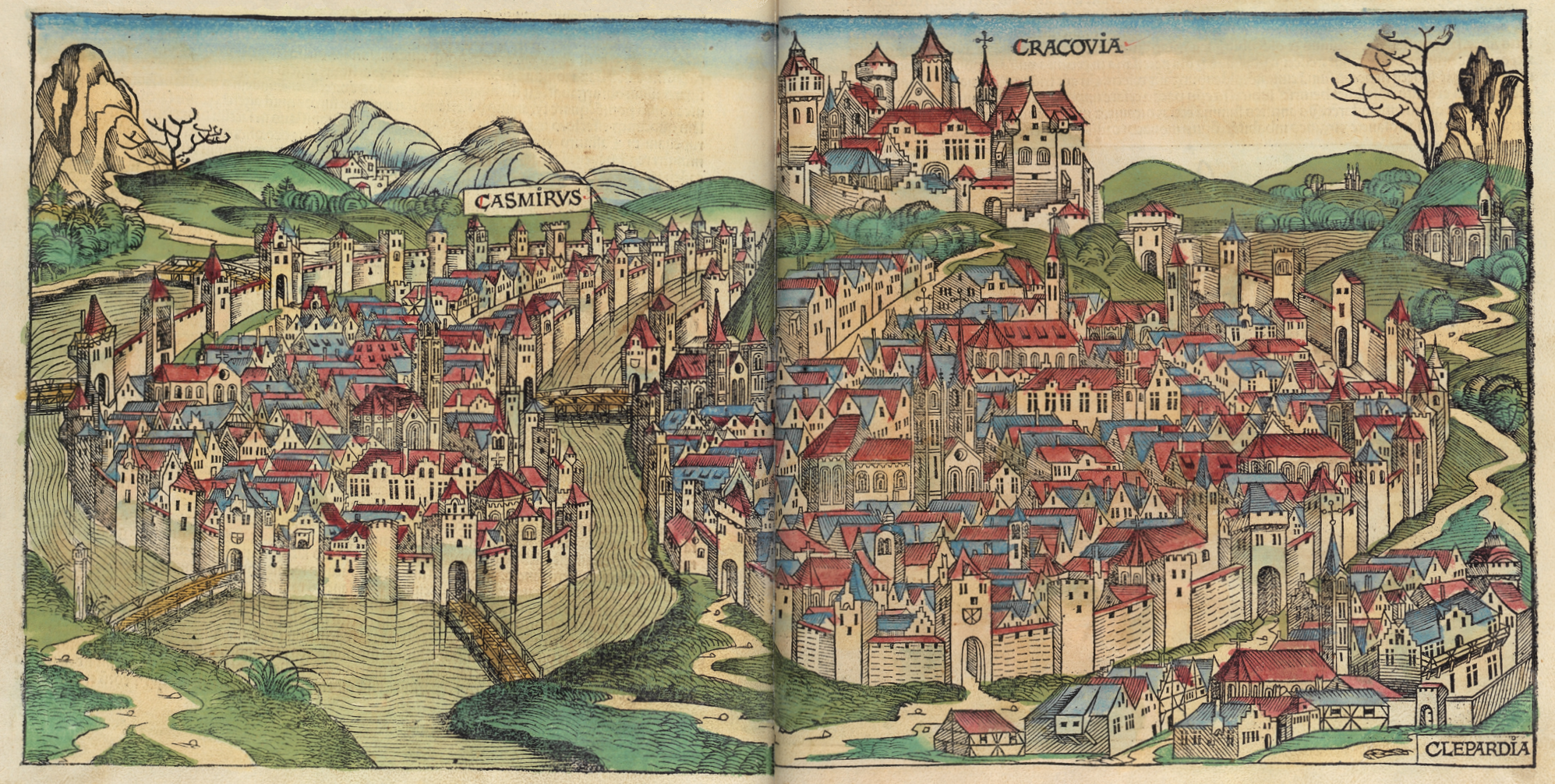
Casmirvs (izquierda) en un grabado procedente de la Crónica de Nuremberg.

Kazimierz fue fundada como ciudad aparte por el rey Casimiro III de Polonia en 1335, sobre una isla formada en el brazo norte del río Vístula al sur de Cracovia ciudad que era entonces capital del reino polaco. El rey Casimiro decidió que la población llevase su propio nombre (Kazimierz en idioma polaco). Hoy día no existe el brazo norte del río Vístula a orillas de Cracovia y por lo tanto no hay ninguna separación física entre Kazimierz y el casco antiguo de Cracovia debido a sucesivas obras de drenaje que suprimieron el pequeño cauce. Desde sus inicios Kazimierz fue esencialmente una ciudad mercantil que compitió con la vecina capital.
En 1495 los judíos que vivían en la parte occidental de Cracovia fueron expulsados para hacer espacio a la ampliación del campo de la Universidad Jagellónica y fueron obligados a trasladarse a Kazimierz. Desde entonces y en adelante Kazimierz fue dividida en dos partes: una cristiana al oeste y una hebrea al este. Finalmente la ciudad se convirtió en el principal centro espiritual y cultural de los judíos polacos. Durante siglos fue una zona llena de iglesias y sinagogas en las que los polacos cristianos y hebreos vivieron pacíficamente. 
En el siglo XIX, cuando la ciudad se hallaba bajo dominación de Austria, se ampliaron los límites administrativos de Cracovia y Kazimierz se convirtió jurídicamente en un barrio más de la ciudad, situación que ya existía de facto hacía muchas décadas por el propio crecimiento de la urbe; precisamente la expansión económica de Cracovia causó que las familias judías más ricas salieran de Kazimierz para establecerse en las zonas occidentales de la ciudad junto a la creciente burguesía.
Este hecho causó que a inicios del siglo XIX la población de Kazimierz estaba formada casi exclusivamente por los judíos más pobres o más conservadores, lo cual precisamente permitió que la mayor parte de los edificios antiguos del barrio se preservaran y no fuesen destruidos para dar lugar a construcciones modernas. Durante la Segunda Guerra Mundial los judíos del barrio fueron trasladados por los nazis desde Kazimierz al Gueto de Cracovia, precisamente al otro lado del río Vístula. La mayor parte de la población judía fue seguidamente asesinada durante la liquidación del gueto o pereció en los campos de exterminio a los que fueron trasladados los supervivientes. 
Después de la guerra el viejo barrio de Kazimierz quedó abandonado por su población original, que de varios miles de individuos se había reducido a unos escasos cientos de judíos, siendo que estos supervivientes no volvieron a su antiguo barrio. Durante casi todo el periodo comunista de Polonia, Kazimierz se convirtió en una zona de mala reputación, tachada como refugio de vagabundos o delincuentes, pero esta situación empieza a cambiar con el fin del periodo comunista. A partir de la década de 1990 debido a un proceso de gentrificación, Kazimierz se convierte en una zona de moda en la que se asientan gran cantidad de jóvenes, universitarios, artistas, así como numerosos cafés, restaurantes de comida judía y pubs que coexisten con las placas de memoria de la Shoah. Desde 1998 Kazimierz acoge el Festival de la Cultura Hebrea, uno de sus principales atractivos en los meses de junio y julio.

## Turismo

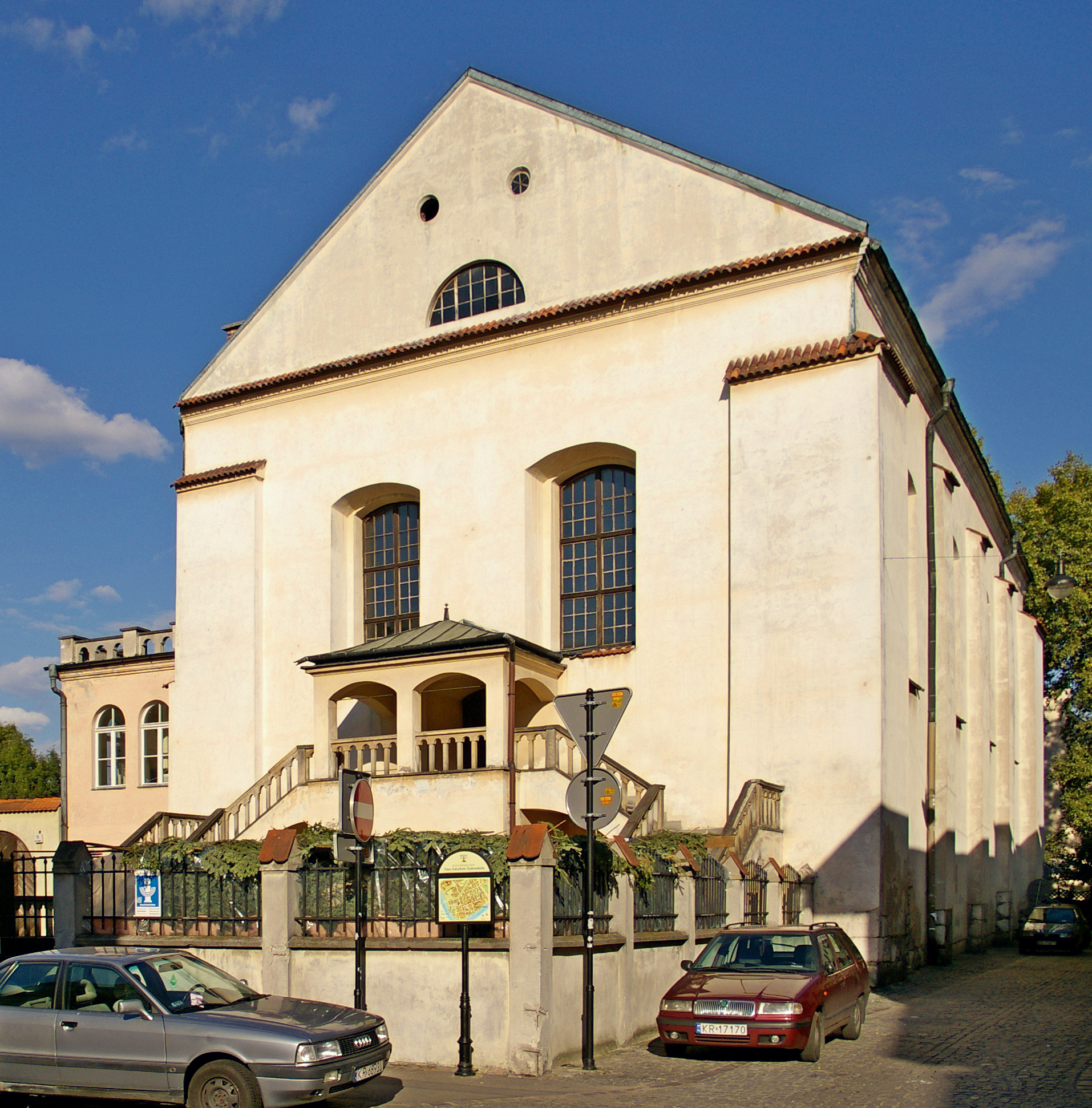
Sinagoga de Isaac.

En 1978 el barrio completo de Kazimierz, junto a la ciudad antigua de Cracovia (la Stare Miasto en polaco) y el Castillo Real de Wawel fueron declarados Patrimonio de la Humanidad por la Unesco. 
Siete sinagogas se mantienen en Kazimierz de las cuales una, la de Remuh, todavía está abierta al culto. La mayoría de las demás están abiertas a los turistas, algunas en plena renovación mientras que otras hacen las veces de salas de exposición. 
Sus principales monumentos son: Wolnica o Plaza del Mercado, con el ayuntamiento, hoy día Museo Etnográfico, la iglesia de Santa Caterina del periodo gótico al igual que la Basílica del Corpus Christi, la Skałka o iglesia de piedra de San Estanislao, de estilo barroco. De su historia judía el barrio conserva la Antigua Sinagoga, que hospeda el museo de la historia hebrea, la Sinagoga de Remuh (única en actividad) junto al Cementerio de Remuh, la Sinagoga de Isaac, la Sinagoga de Kupah, y la Sinagoga de Tempel, las tres hoy transformadas en museos.

## Kazimierz en el cine
Las primeras escenas de la película yiddish Yidl con su violín de 1936 son grabadas en Kazimierz y ofrecen una imagen bastante fiel del barrio judío antes de la Segunda Guerra Mundial. 
La muy buena preservación de los edificios antiguos de Kazimierz permitió que la película La lista de Schindler, de Steven Spielberg, fuera grabada en este barrio en 1993, siendo todas las escenas urbanas del filme rodadas en las calles de Kazimierz, aunque históricamente los eventos narrados en la película no sucedieron en ese barrio, pues el verdadero Gueto de Cracovia se hallaba en otro lugar.